# Verkehrspsychologische Therapie
Ziel einer verkehrspsychologischen Therapie (im allgemeinen Sprachgebrauch häufig auch als „Verkehrstherapie“ bezeichnet) ist nicht in erster Linie das Bestehen der medizinisch-psychologischen Untersuchung (MPU), sondern eine umfassende Förderung der Fahreignung, um zukünftige Verkehrsverstöße zu verhindern. Um dieses Ziel zu erreichen, ist es ihre Aufgabe, Veränderungen in Verhaltensbereichen hervorzurufen, die für die Verkehrsauffälligkeiten ursächlich waren.
Der eingebürgerte Begriff „Verkehrstherapie“ ist unscharf und nicht eindeutig definiert. Der Bedeutungsgehalt lässt unklar, ob hier Therapie des Verkehrs oder Therapie für den Verkehr gemeint ist. „Verkehrstherapie“ wird synonym zum präziseren Begriff „Verkehrspsychologische Therapie“ verwendet.
Verkehrstherapeutische Maßnahmen sind freiwillig und sollten frühzeitig vor einer zu erwartenden MPU aufgenommen werden. Sie stehen grundsätzlich allen Verkehrsteilnehmern offen, die gegen rechtliche Bestimmungen mit Bezug auf die Verkehrsteilnahme verstoßen haben.
In enger Zusammenarbeit mit Juristen, Ärzten und Behörden wird nach einer ausführlichen Eingangsuntersuchung zur Klärung der jeweiligen Ausgangssituation, die individuelle Problematik bearbeitet. Dies erfolgt in der Regel in Form von Einzelgesprächen, die von qualifizierten Diplom-Psychologen/Verkehrspsychologen geführt werden sollten.

## Geschichte der Verkehrstherapie
Bereits 1937 forderte Hallbauer die Einrichtung öffentlicher, psychologischer Beratungsstellen für Verkehrsteilnehmer. Dieser Vorschlag fand jedoch zu der Zeit noch keine Umsetzung. Mit Einführung der MPU in Deutschland, dem Beginn der erneuten Motorisierung nach dem Zweiten Weltkrieg und der damit einhergehenden Erfahrung mit aufgefallenen Kraftfahrern kam in den 1950er-Jahren immer häufiger die Forderung nach entsprechenden Interventionsmaßnahmen auf.
Eine von 1955 bis 1960 am Medizinisch-Psychologischen Institut (MPI) Hannover durchgeführte Psychotherapie bei negativ begutachteten Klienten, hatte jedoch keinen Erfolg. Die Klienten wollten ihren Führerschein wieder und keine Psychotherapie.
Der Begriff Verkehrstherapie wurde schließlich erstmals 1967 von Winkler verwendet und bezog sich auf eine Therapie alkoholauffälliger Verkehrsteilnehmer. Diese sollte weder Psychotherapie noch Verkehrspädagogik sein, sondern eine Diskussion über Ursachen des unkontrollierten Alkoholkonsums und Möglichkeiten zur Änderung dieser Probleme.
Im Jahr 1979 wurde schließlich mit der IVT-Hö (Individualpsychologische Verkehrs-Therapie Höcher) das erste verkehrstherapeutische Institut gegründet, welches auf der Basis verkehrspsychologischen Wissens eine auf den Klienten abgestimmte Therapie anbot.
1984 folgte mit der Verkehrspsychologischen Praxis (Meyer-Gramcko & Sohn) die zweite Praxis.
Ende der 80er Jahre entstanden, ausgehend von den frühen Konzepten von Höcher sowie Meyer-Gramcko & Sohn zunehmend Verkehrspsychologische Einrichtungen, die therapeutisch orientierte Einzelmaßnahmen für verkehrsauffällige Kraftfahrer anboten.
1998 wurde schließlich im Arbeitskreis „Klinische Verkehrspsychologen“ innerhalb der Sektion Verkehrspsychologie des Berufsverbandes Deutscher Psychologinnen und Psychologen (BDP) eine sogenannte „Selbstverständnis-Erklärung“ erarbeitet. Diese Erklärung legt die berufspolitischen und berufsethischen Grundsätze der Klinischen Verkehrspsychologen fest und dient dazu, eine gemeinsame Grundlage für die Arbeit von Verkehrstherapeuten zu schaffen.
Aktuell liegt zudem der Entwurf für Leitsätze Verkehrspsychologische Therapie vor, der von einer Arbeitsgruppe aus therapeutisch arbeitenden Verkehrspsychologen, Gutachtern und Wissenschaftlern erarbeitet wurde.

## Anlässe für eine Verkehrstherapie
Anlässe einer Verkehrstherapie sind in der Regel aktenkundige, erhebliche und/oder wiederholte, verkehrsrelevante Normverstöße.

Die Motivation für die Aufnahme einer Verkehrstherapie liegt somit zu Beginn meist nicht in einem subjektiven Leidensdruck, sondern in der rechtlichen Sanktionierung solcher Verstöße mit einer anschließenden MPU-Anordnung.
Es lassen sich vier hauptsächliche Anlassgruppen unterscheiden:
Alkohol
Eine Trunkenheitsfahrt mit mehr als 1,6 Promille oder mehrere Trunkenheitsfahrten.
Drogen
Auffälligkeiten im Zusammenhang mit Drogen.
Punkte
Erreichen von 8 Punkten oder mehr im Fahreignungsregister in Flensburg-Mürwik oder besonders schwere Verkehrsverstöße.
Straftaten
Straftaten, die auf eine besonders hohe Aggressivität oder geringe Impulskontrolle schließen lassen.
Weitere, eher seltene Anlässe, können die vorzeitige Erteilung einer Fahrerlaubnis für Jugendliche ab 16 Jahren oder körperliche/psychische Erkrankungen sein, die eine Fahreignung in Frage stellen.

## Ablauf
Eine Verkehrstherapie besteht in der Regel aus einer Eingangsuntersuchung, den Therapieeinheiten sowie einem Abschlussgespräch/Bericht
Eingangsuntersuchung
Nach der ersten telefonischen oder persönlichen Kontaktaufnahme wird  ein Termin für ein erstes Beratungsgespräch vereinbart. Das Gespräch dient dazu, einen Überblick über die jeweilige Situation des Klienten zu erhalten. Es sollten in diesem Gespräch der Anlass für die Therapie sowie die zeitlichen und rechtlichen Rahmenbedingungen geklärt werden. Zum anderen dient das Gespräch dazu, Ansatzpunkte für die folgende Therapie zu überlegen und dem Klienten einen Einblick in die gemeinsame, bevorstehende Arbeit zu ermöglichen.
Therapie
Die Dauer der Therapie ist jeweils vom Einzelfall abhängig.
Ziel der Therapie ist eine Reduzierung der Rückfallwahrscheinlichkeit. Dazu werden folgende  Themen gemeinsam mit dem Klienten bearbeitet:
- Informationsvermittlung
- detaillierte Analyse der jeweiligen Auffälligkeiten
- Erarbeitung einer realistischen und selbstkritischen Einstellung zu dem eigenen Verhalten im Straßenverkehr
- Bearbeitung und Veränderung des Konsum- bzw. Fahrverhaltens (bei Drogen- oder Alkoholauffälligkeiten)
- Klärung des Zusammenhanges von Auffälligkeiten und persönlicher Lebenssituation sowie problematischer Wahrnehmungs-, Bewertungs- und Verhaltensmuster
- Klärung des Ausmaßes der Problematik und der Frage, inwieweit diese das Verkehrsverhalten direkt oder indirekt beeinflusst hat
- Aufbau realistischer Wahrnehmungs-, Bewertungs- und Verhaltensmuster
- Besprechen potenziell rückfallrelevanter Situationen
- Präzisierung von Handlungsabsichten, klares Festlegen von Verhaltenszielen für die Zukunft

Abschlussgespräch
Ist die Maßnahme aus Sicht des Therapeuten erfolgreich beendet, findet ein Abschlussgespräch statt. Der Klient wird zu verschiedenen, zuvor in der Therapie bearbeiteten, Bereichen verkehrsrelevanter Einstellungs- und Verhaltensweisen befragt. Werden während des Gesprächs noch Defizite festgestellt, wird die Therapie weitergeführt. Verläuft das Gespräch positiv, ist die Therapie beendet.
Der Klient erhält abschließend einen ausführlichen Therapiebericht. Dieser dient zur Vorlage bei einer nachfolgenden MPU oder bei Gericht. Der Bericht beschreibt Ausgangspunkt, Ablauf und Inhalte sowie Ergebnisse der Verkehrstherapie des Klienten.

## Kriterien seriöser Verkehrstherapie
Da keine gesetzlichen Vorgaben darüber bestehen, wer eine verkehrstherapeutische Maßnahme durchführen darf, gibt es vielfach unseriöse Einrichtungen. Bei der Wahl des Therapeuten sollte deshalb auf bestimmte Kennzeichen geachtet werden, die für eine seriöse Einrichtung sprechen:
- Qualifikationsnachweise der angestellten Therapeuten, z. B. Psychologen bestenfalls mit Zusatzausbildung zum Fachpsychologen für Verkehrspsychologie oder verkehrspsychologischem Berater, Sozialpädagogen und Psychotherapeuten.
- Kosten- und Leistungstransparenz
- Keine Werbung mit Erfolgsquoten oder Garantien (z. B. "100% MPU-bestehen garantiert!")
- Konsequente personelle Trennung von Beratung und Begutachtung
- Keine Abwicklung über Kassenleistungen
- Seriöse Werbeauftritte (Internet, Prospekte etc.)
- Keine Beratung in Privaträumen oder Hotels
- Regelmäßige Maßnahmen zur Qualitätssicherung
- Angemessene Preise: für eine Beratungsstunde bei ausgebildeten Verkehrstherapeuten sind, je nach Qualifikation, zwischen 80 und 150 Euro anzusetzen. Angebote von Hochschulabsolventen der psychosozialen Berufsbereiche wie Sozialpädagogen, Psychotherapeuten und Diplom-Psychologen liegen im oberen Bereich, Angebote von Fahrschulen oder nicht akademischen psychologischen Beratern im unteren Bereich.

## Evaluation verkehrstherapeutischer Maßnahmen
Die Wirksamkeit von Verkehrstherapie sollte anhand des Kriteriums der Legalbewährung in Evaluationsstudien überprüft werden. Der Begriff Legalbewährung stammt aus der Strafrechtspflege. Sie ist dann gegeben, wenn der Klient nach Abschluss einer verkehrstherapeutischen Maßnahme keinen Rückfall bzgl. verkehrsrechtlich relevanter Verstöße erleidet.
Für eine solche Wirksamkeitskontrolle von Verkehrstherapie hat der Berufsverband Niedergelassener Verkehrspsychologen (BNV) mit Hilfe des Kraftfahrtbundesamtes (KBA) die Legalbewährung von 698 Klienten mit unterschiedlichen Verkehrsauffälligkeiten überprüft.
In einem Zeitraum von drei Jahren waren nur 3,3 % (entspricht: 23 Personen) erneut mit Verkehrsverstößen auffällig geworden, die zu einer Fahrerlaubnisentziehung führten. Laut Sohn und Meyer-Gramcko bestätigen Rückfallzahlen, die nach drei Jahren unter 15 % liegen, den Erfolg einer Maßnahme.
Die Rückfallquote von Verkehrsteilnehmern nach bestandener MPU ohne vorangegangene verkehrstherapeutische Maßnahme liegt nach 10 Jahren laut verschiedenen Studien bei ungefähr 30 %.
Eine Verkehrstherapie kann somit als geeignetes Verfahren zur Wiederherstellung der Fahreignung gewertet werden.